# Alstern (Alsters socken, Värmland)
Alstern är en sjö i Karlstads kommun i Värmland och ingår i Göta älvs huvudavrinningsområde. Sjön är 10 meter djup, har en yta på 5,81 kvadratkilometer och befinner sig 52 meter över havet. Sjön avvattnas av vattendraget Alsterälven. Vid provfiske har en stor mängd fiskarter fångats, bland annat abborre, björkna, braxen och gers.
Från Alstern för Alsterån vattnet ut i Vänern.
I sjön krävs fiskekort och det går att fånga gös, gädda och abborre.

## Delavrinningsområde
Alstern ingår i delavrinningsområde (659283-137410) som SMHI kallar för Utloppet av Alstern. Medelhöjden är 73 meter över havet och ytan är 36,35 kvadratkilometer. Räknas de 22 avrinningsområdena uppströms in blir den ackumulerade arean 342,62 kvadratkilometer. Alstersälven (Alsterälven) som avvattnar avrinningsområdet har biflödesordning 2, vilket innebär att vattnet flödar genom totalt 2 vattendrag innan det når havet efter 243 kilometer. Avrinningsområdet består mestadels av skog (38 procent) och jordbruk (24 procent). Avrinningsområdet har 5,77 kvadratkilometer vattenytor vilket ger det en sjöprocent på 15,9 procent. Bebyggelsen i området täcker en yta av 0,95 kvadratkilometer eller 3 procent av avrinningsområdet.

## Fisk
Vid provfiske har följande fisk fångats i sjön:
| - Abborre - Björkna - Braxen - Gärs - Gädda - Gös - Lake - Löja - Mört - Nors - Ruda | - Siklöja - Sutare |

## Bilder

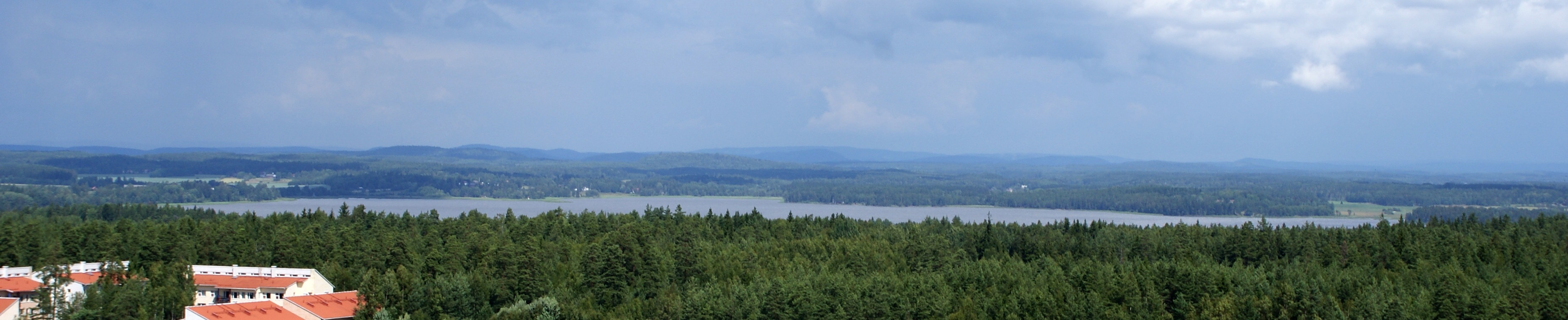
Sett från vattentornet på Kronoparken.
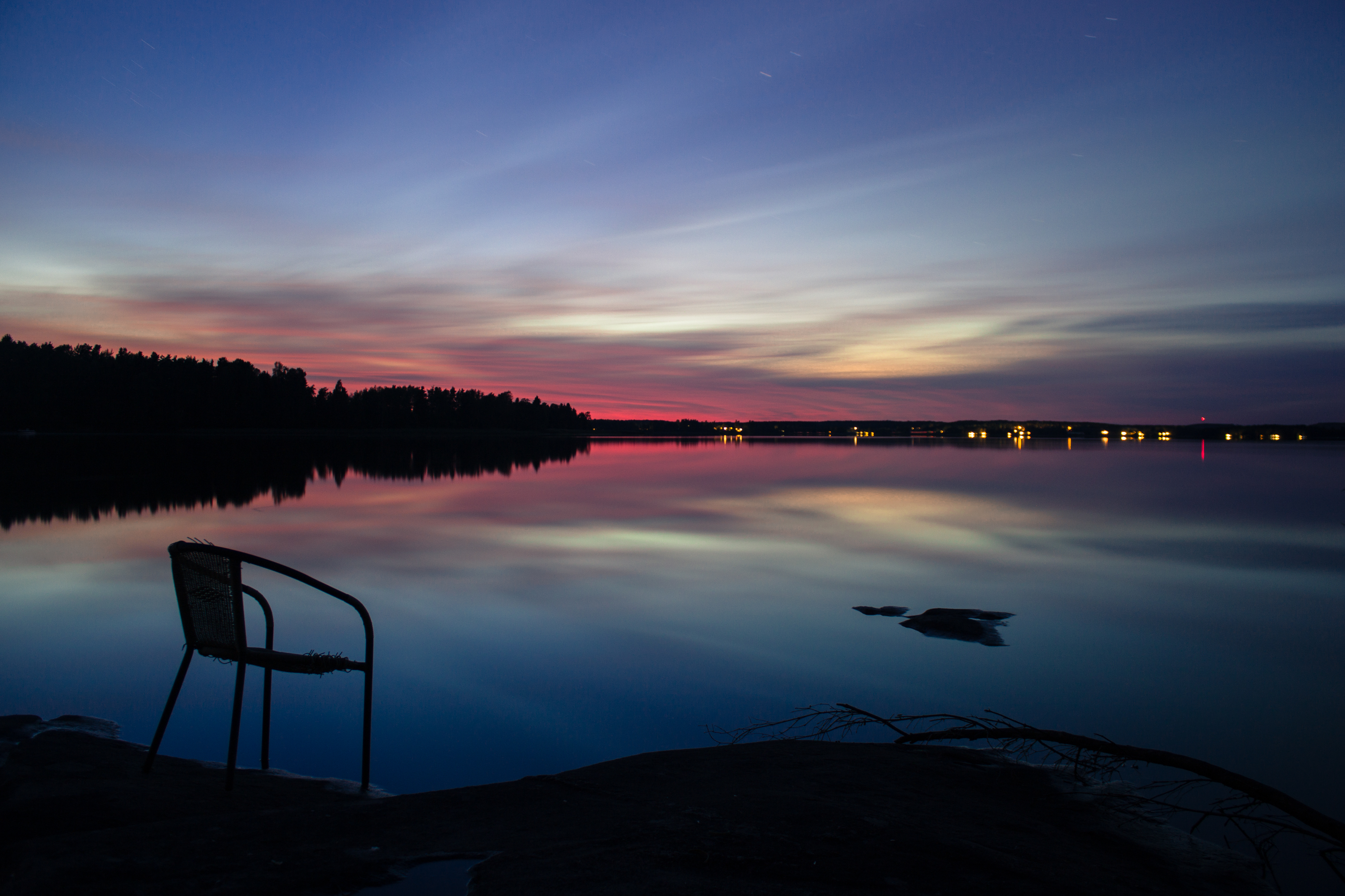
Alstern i skymning.
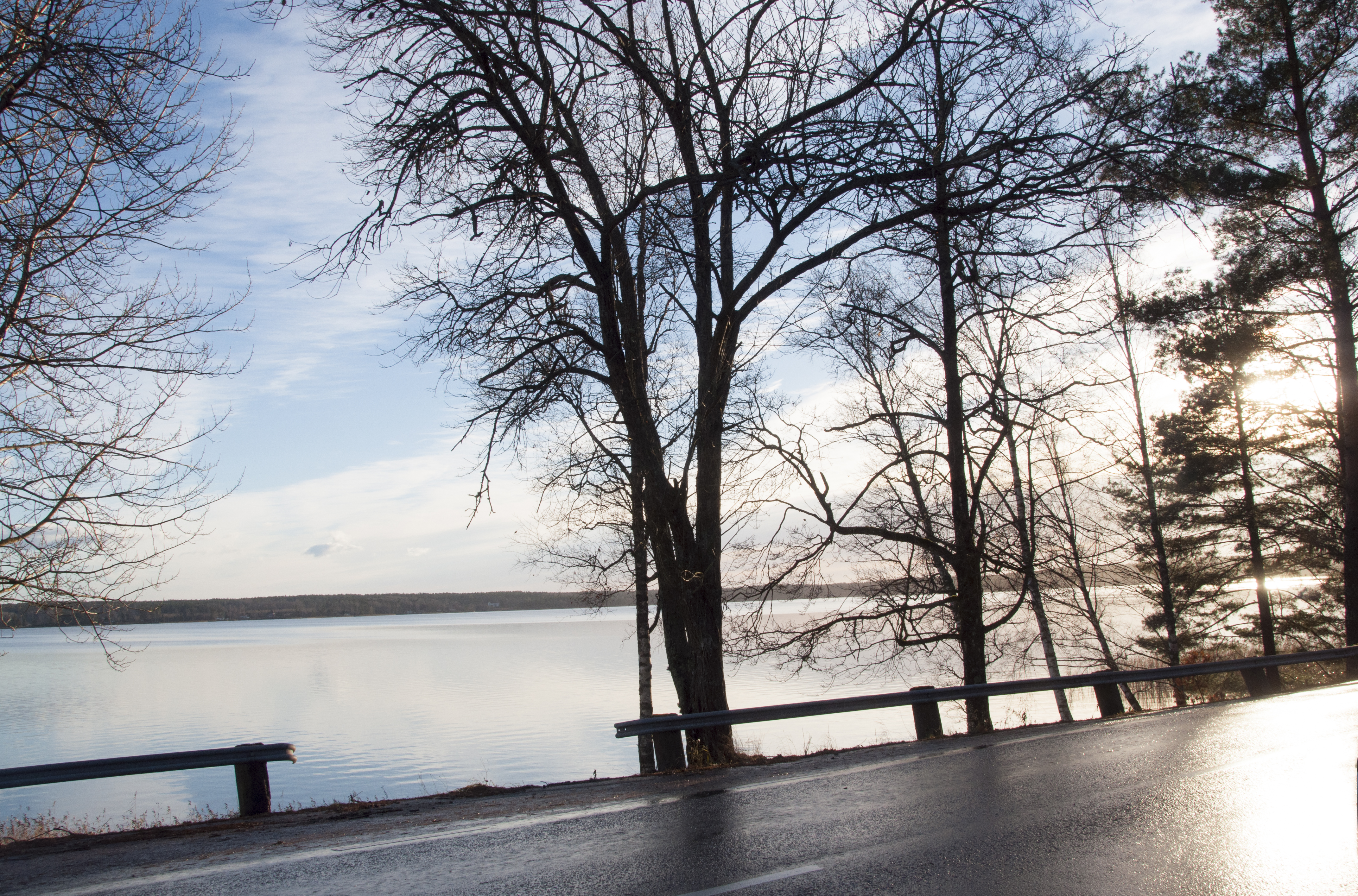
Alstern från Edsgatan